# أي.سي.جي.تي
أي.سي.جي.تي (باليابانية: 株式会社エー・シー・ジー・ティー، بالروماجي: Kabushiki-gaisha Ē shī jī t) هو استوديو رسوم متحركة ياباني، تأسس في 19 ديسمبر 2000 من قبل أعضاء في استوديو ترانغل ستاف.

## أعمال الاستوديو

### مسلسلات أنمي تلفزيونية
- Seven of Seven
- Human Crossing
- رحلة كينو
- أعزائي الفتيان
- ديول ماسترز
- إينيشيال دي Fourth Stage
- كوي كازي
- Lime-iro Ryūkitan X  [لغات أخرى]‏
- Project Blue Earth SOS
- GR: Giant Robo  [لغات أخرى]‏
- Wangan Midnight
- كيمي غا أروجي دي شيتسوجي غا أوري دي
- Monochrome Factor[2]
- Freezing
- Freezing Vibration
- Dai-Shogun: Great Revolution  [لغات أخرى]‏ (بالتعاون مع

جاي سي ستاف)
- Minami Kamakura High School Girls Cycling Club (بالتعاون مع جاي سي ستاف)[3]
- دييس إراي

### أوفا أنمي
- شين هوكوتو نو كين
- إينيشيال دي Battle Stage 2

## وصلات خارجية
- الموقع الرسمي (باليابانية)
- الموقع الرسمي عند OB Planning (باليابانية)

أي.سي.جي.تي على موقع IMDb (الإنجليزية)
- أي.سي.جي.تي على موقع ANN company (الإنجليزية)